# Amanda (telenovela)
Amanda es una telenovela dramática chilena creada por Luis Ponce coproducida por Mega y AGTV. Se estrenó el 22 de noviembre de 2016, y concluyó el 25 de julio de 2017. La historia narra la vida de una enfermera, y que aborda temas como el abuso sexual, los engaños, las relaciones de tres, las labores de campo, y la vida tanto empresarial, como la vida socioeconómica de la gente adinerada.
Protagonizada por Daniela Ramírez en el personaje titular, junto a Carlos Díaz y Felipe Contreras, y con Álvaro Gómez, Ignacio Garmendia y Loreto Valenzuela en roles antagónicos.

## Sinopsis
Amanda, originalmente Margarita, tuvo una infancia difícil. Abandonada por su madre, encontró consuelo de su padre hasta ser adoptada por la familia del doctor Solís. 
Tras esto ella modificó su nombre intentando dejar atrás un pasado difícil que comenzó a los 14 años cuando se enamoró de Víctor, un compañero de curso encantado con su belleza. Pese al amor y los cuidados de su progenitor, no logró escapar del abuso al que fue sometida por los hermanos Santa Cruz la noche de la Vendimia en 2002. Esa noche fatídica Margarita fue consolada cariñosamente por su padre, quien se percató de lo ocurrido esa noche, aunque tras ese día desaparecería sin dejar rastro.
Amanda convertida en una enfermera decidida, perfeccionista e intuitiva, que aprendió que solo los más fuertes sobreviven. Su búsqueda de justicia y venganza contra los Santa Cruz se cruza cuando la matriarca Catalina Minardi, es atendida por la enfermera tras haber sufrido un accidente cerebro-vascular. 

## Reparto
Una lista completa del reparto confirmado se publicó a través de Mega el 16 de noviembre de 2016.

### Principales
- Daniela Ramírez como Amanda Solís / Margarita Gálvez[7]
- Carlos Díaz como Luciano Santa Cruz
- Felipe Contreras como Víctor Reyes
- Álvaro Gómez como Claudio Santa Cruz
- Ignacio Garmendia como Mateo Santa Cruz[8]
- Pedro Campos como Bruno Santa Cruz
- Loreto Valenzuela como Catalina Minardi[9]
- Ignacia Baeza como Josefina Undurraga[10]
- Adela Secall como Gloria Cisternas
- Carolina Arredondo como Melisa Arenas
- Teresita Reyes como Yolanda Salgado
- Otilio Castro como Juvenal Reyes
- Josefina Velasco como Elcira Morales
- Teresita Commentz como Ana Santa Cruz
- Ariel Mateluna como Leonel Reyes
- María de los Ángeles Burrows como Celeste Cisternas
- Emilia Neut como Pilar Santa Cruz
- Borja Larraín como Diego Santa Cruz

### Recurrentes e invitados especiales
- Osvaldo Silva como Alfonso Undurraga[11]
- Felipe Castro como Gabriel Rubinstein
- Camilo Polanco como José Céspedes
- Bárbara Mundt como Gladys Aguirre

## Producción
Las grabaciones se iniciaron el 11 de octubre de 2016, para estrenarse el 22 de noviembre del mismo año.

## Audiencia
| Año  | Emisión original        | Emisión original | Emisión original    | Emisión original | Espectadores | Total cuota% |
| Año  | Estreno                 | Cuota%           | Término             | Cuota%           | Espectadores | Total cuota% |
| ---- | ----------------------- | ---------------- | ------------------- | ---------------- | ------------ | ------------ |
| 2016 | 22 de noviembre de 2016 | 21,1%            | 25 de julio de 2017 | 31,6%            | —            | 19,8%        |

## Premios y nominaciones
| Año  | Premio           | Categoría                | Nominado                | Resultado |
| ---- | ---------------- | ------------------------ | ----------------------- | --------- |
| 2017 | Copihue de Oro   |                          |                         |           |
| 2017 | Copihue de Oro   | Mejor serie o teleserie  | Mejor serie o teleserie | Nominada  |
| 2017 | Copihue de Oro   | Mejor actriz             | Daniela Ramírez         | Nominada  |
| 2017 | Copihue de Oro   | Mejor actriz             | Loreto Valenzuela       | Nominada  |
| 2018 | Premios Caleuche | Mejor actriz protagónica | Loreto Valenzuela       | Ganadora  |

## Emisión internacional
- Uruguay: Teledoce[17]

- Bolivia: Unitel[18][19]

- Perú: Latina[20]

- Francia: La Première (emitida con doblaje francés y sólo en los departamentos de ultramar)[21]

- Francia: France Ô (canal de emisión para la Francia Metropolitana)

- Telemundo PR
- 🇲🇿 ST Novela P (Con doblaje al portugués)

## Retransmisiones
Volvió a emitirse desde el 13 de abril del 2020 hasta el 30 de noviembre del 2020, en su horario original, en medio de la pandemia de coronavirus.

## Versiones
| País                | Cadena televisiva | Título           | Comienzo                | Final                 | Protagonistas                                                                     |
| ------------------- | ----------------- | ---------------- | ----------------------- | --------------------- | --------------------------------------------------------------------------------- |
| Bandera de Portugal | TVI               | Quer o Destino   | 23 de marzo de 2020     | 24 de octubre de 2020 | Sara Barradas, Pedro Teixeira, Pedro Sousa, Filipe Vargas y Isaac Alfaiate        |
| Bandera de México   | Las Estrellas     | Mi verdad oculta | 10 de noviembre de 2025 |                       | Susana González, David Chocarro, Ferdinando Valencia, Chris Pazcal y Michel Duval |